# Reiner Knizia
Dr Reiner Knizia (ur. 1957 w Illertissen) – niemiecki projektant gier planszowych. Jest autorem ponad 200 planszówek, w większości tzw. eurogier.
Ukończył studia matematyczne na uniwersytecie w Ulm, gdzie również otrzymał doktorat. Od 1993 roku mieszka w Anglii, gdzie zajmuje się wyłącznie tworzeniem gier. Wcześniej pracował w sektorze finansowym.
W Polsce zostały wydane między innymi następujące gry jego autorstwa (nakładem różnych wydawnictw):
- Axio
- Blue Moon City
- Delisie: Wielka Imprezka
- Dino kontra dino[1]
- Eufrat i Tygrys
- Geniusz
- Hobbit
- Keltis
- Lego Ramses Pyramid
- Medici: Gra karciana
- Modern Art
- Motto[2]
- Pędzące żółwie
- Pszczółki
- Przez pustynię
- Samuraj
- Śmieciaki
- Trucizna
- Władca Pierścieni
- Władca Pierścieni - Konfrontacja
- Zaginione Miasta
- Zające na łące
- Kurnik 2 - Cztery pory roku